# 테라펙스
2017년 인터파크 사내 바이오융합연구소로 출발해 2020년 7월 법인으로 설립된 기업이다. 인터파크바이오컨버전스라는 사명에서 2022년 그래디언트바이오컨버전스와 물적, 인적분할을 하면서 현재의 사명인 테라펙스로 변경하였다. 본사는 서울특별시 송파구 정의로7길 6, 3층 (문정동, PNS홈즈타워)에 위치해 있다.

## 연혁

### 2024년
- 3월 4세대 비소세포폐암 표적항암제 TRX-221 임상 1상 식약처 승인
- 4월 미국 AACR에서 EGFR 엑손20삽입 변이 폐암 치료제 TRX-211-399 전임상 결과 포스터 발표
- 4월 피노바이오와 차세대 ADC 기술 공동연구개발 협약

### 2023년
- 3월 4세대 비소세포폐암 치료제 후보물질 TRX-221 1차 임상자문위원회 개최
- 4월 미국 AACR에서 4세대 비소세포폐암 후보물질 TRX-221 전임상 결과 포스터 발표
- 8월 4세대 비소세포폐암 표적항암제 TRX-221 미국 FDA 임상 1상 승인
- 10월 스페인 ESMO에서 비소세포폐암 표적항암제 TRX-221 전임상 후속 연구 결과 포스터 발표

### 2022년
- 2월 엘젠테라퓨틱스와 PROTAC 공동연구 계약
- 4월 오가노이드 사업부 인적분할 및 분할신설법인 설립
- 4월 테라펙스 (Therapex) 사명 변경
- 5월 문정동 5층 사무실 / 바이오 실험실 확장
- 10월 우시앱텍과 신규 항암제 개발 MOU 체결

### 2021년
- 3월 이구 대표이사 취임
- 8월 본사 확장 이전 (송파구 문정동)
- 9월 독자 신약연구 파이프라인 개시

### 2020년
- 7월 법인설립
- 8월 인터파크바이오융합연구소 자산 양수
- 8월 연세대학교 의생명과학부 신약연구팀 폐암치료제 공동연구 협약

### 2017년
- 4월 인터파크 사내 바이오융합연구소 개소

## 연구 개발 역량

### 신약개발 플랫폼

#### 차별화된 신약 분자설계 기술 보유
단백질 결정구조 및 in silico 모델링에 기반하여 기존 약물의 약점을 극복한 차별화된 신약 분자설계 기술 보유
Target Analysis
- 암유발 단백질 및 돌연변이 단백질 결정구조 in-house 확보
- In-house 및 public 결정구조를 분석하여 차별화 전략 수립
Design
- 차별화 전략 수립에 따른 선택적인 drug design 및 in-house docking simulation
Synthesis
- Docking simulation의 결과 및 crystal structure 분석을 토대로 한 선택적 화합물 Synthesis
Bioassay
- Target 및 적응증에 적합한 bioassay set-up 및 수행

#### 경구용 PROTAC 발굴 역량 보유
단백질 분해를 통한 우수한 약효가 발현되는 경구용 PROTAC 발굴 역량 보유
- 저분자 화합물은 크고 복잡하면 경구흡수가 안되는 단점이 있음
- 테라펙스는 분자량이 큰 물질의 경구흡수를 가능하게 하는 노하우를 보유

### 신약개발 인프라
연구속도를 높이기 위해 합성, 바이오에세이, DMPK, 동물효능 등 전주기 시스템을 내부적으로 구축
합성연구실
흄후드, 저온반응기, MPLC, HPLC, LC/MS, LC/MS/MS, NMR 등 장비 보유
바이오연구실
CO2인큐베이터, 생물안전작업대(BSC), 형광현미경, 멀티플레이터리더기, 케미닥, RT-PCR, PCR, 초저온냉장고 등 장비 보유
동물실험실
동물 사육구역(마우스,렛트사육실), 동물실험구역, 세척실 등 시설 보유

## 복리후생

### 연봉 처우
기본적으로 제약회사 및 바이오회사로, 업계에 따라 타 업종에 비해 연봉 수준은 높은 편이다. 많은 바이오벤처회사들이 어렵게 투자받아서 운영하는 것에 비해, 대기업 계열사의 모기업 지원이 장점이다. 이런 점이 반영되어서인지, 타 제약회사나 바이오회사보다 연봉 수준은 더 높은 것으로 보인다.

### 복지제도
외부적으로 알려진 복지제도는 상당히 우수한 편으로 보인다.
- 종합건강검진
- 식대 외 중식대 추가 지원금
- 자녀 학자금
- 자기계발, 의료, 여행 등 다양한 목적의 활동에 대한 실비 지원
- 단체 상해보험 지원
- 경조사 지원
- 야근시 저녁 식대 및 교통비 추가 지급
- 시차 출퇴근 제도 운영
- 성과급 및 스톡옵션 지급
- 명절 선물 지급
- 개인별 법인카드 지급
- 주차공간 및 주차비 지원
- 무한 제공 스낵바 운영
- 인재 추천 포상 제도
- 콘텐츠 참여 포상 제도

## 여담

### 직원 근무 만족도
상당히 높은 편이다. 2024년 6월 현재, 잡플래닛 전현직자 리뷰 평점이 3.5점이다. 잡플래닛 리뷰를 주로 퇴직한 임직원이 많이 작성하다 보니, 대체로 점수가 낮은 편이다. 통상적으로 2.5점 기준으로 만족도가 높은 회사인지, 낮은 회사인지 가늠하는데, 테라펙스가 3.6점의 평점을 보여주는 것은 전현직 임직원의 근무 만족도가 상당히 높다는 것을 보여주는 지표이다.

## 관련 언론

### 2024년
```
- 이상민 기자, 테라펙스, 4세대 EGFR 비소세포폐암 표적항암제 임상 1상 첫 환자 투약, 이투데이, 2024.06.17

- 신민준 기자, 이구 테라펙스 대표 "TRX-221, 계열 내 최고 표적항암제 노린다", 이데일리, 2024.05.09

- 신민준 기자, 테라펙스, 피노바이오와 차세대 ADC기술 개발위해 '맞손', 이데일리, 2024.04.30

- 권혁진 기자, 테라펙스, AACR서 ‘TRX-211-399’ 베스트 인 클래스 가능성 제시, 약업신문, 2024.04.12

- 황재선 기자, 테라펙스, 표적항암제 'TRX-221'로 타그리소 내성 폐암 공략 나선다, 히트뉴스, 2024.03.26
```

### 2023년
```
- 홍숙 기자, 테라펙스, 4세대 폐암신약전략 '광범위 스펙트럼', 더벨, 2023.11.14

- 박인혁 기자, 테라펙스, 유럽종양학회서 비소세포폐암藥 전임상 연구 발표, 한국경제, 2023.10.10

- 명순영 기자, 테라펙스, 비소세포폐암 ‘TRX-221’ 임상 1상 美 FDA 승인, 매일경제, 2023.08.31

- 홍숙 기자, 테라펙스, '브로드스펙트럼'으로 EGFR 표적항암제 차별화, 더벨, 2023.07.25

- 김성민 기자, 테라펙스, 4세대 EGFR TKI “6월 韓·美 1상 IND 제출”, 바이오스펙테이터, 2023.04.20

- TRX-221, fourth-generation EGFR inhibitor with significant antitumor activity in EGFR-mutant NSCLC, BioWorld, 2023.04.19

- Han-soo Lee, Therapex unveils preclinical results of novel NSCLC treatment at AACR, KBR, 2023.04.19

- 김윤미 기자, 세계 암 전문가들에게 주목받은 테라펙스 TRX-221, 청년의사, 2023.04.19

- 김윤미 기자, 토종 4세대 EGFR TKI 등장 기대↑…테라펙스,임상 시동, 청년의사, 2023.04.14

- 명순영 기자, 테라펙스,4세대 비소세포폐암 치료제 후보물질 TRX-221 임상자문위원회 열어, 매경이코노미, 2023.03.23

- 김성민 기자, 테라펙스,4세대 EGFRTKI AACR 공개... 올해 임상, 바이오스펙테이터, 2023.02.10
```

### 2022년
```
- 명순영 기자, 테라펙스, 우시앱텍과 신규항암제 개발 MOU 체결, 매경이코노미, 2022.10.06

- 명순영 기자, 인터파크바이오,테라펙스로 사명 바꿔 재출발, 매경이코노미, 2022.04.04

- 김상일 기자, 인터파크바이오컨버전스 표적단백질분해 항암 신약 개발 나선다, 의학신문, 2022.02.15

- 명순영 기자, 인터파크,전자상거래 이어 바이오 승부수 띄운다, 매경이코노미, 2022.01.10
```

### 2021년
```
- 명순영 기자, 인터파크바이오,항암제 개발 속도 낸다, 매경이코노미, 2021.09.08

- 이아영 기자, 이구 인터파크바이오 부사장,대표직 맡는다, 더벨, 2021.03.18

- 최진호 기자, 인터파크바이오,신약 연구개발 부사장에 이구 박사 선임, 뉴스락, 2021.01.15
```

## 같이 보기
- 아이마켓코리아